# 龙潭寺
龙潭寺，位于中国广东省河源市龙川县义都镇，为龙川县的一个县级文物保护单位，类型为古建筑，公布时间为1962年5月。
龙潭寺的历史年代为清代。